# Barranco del Salado (Villamayor de Gállego)

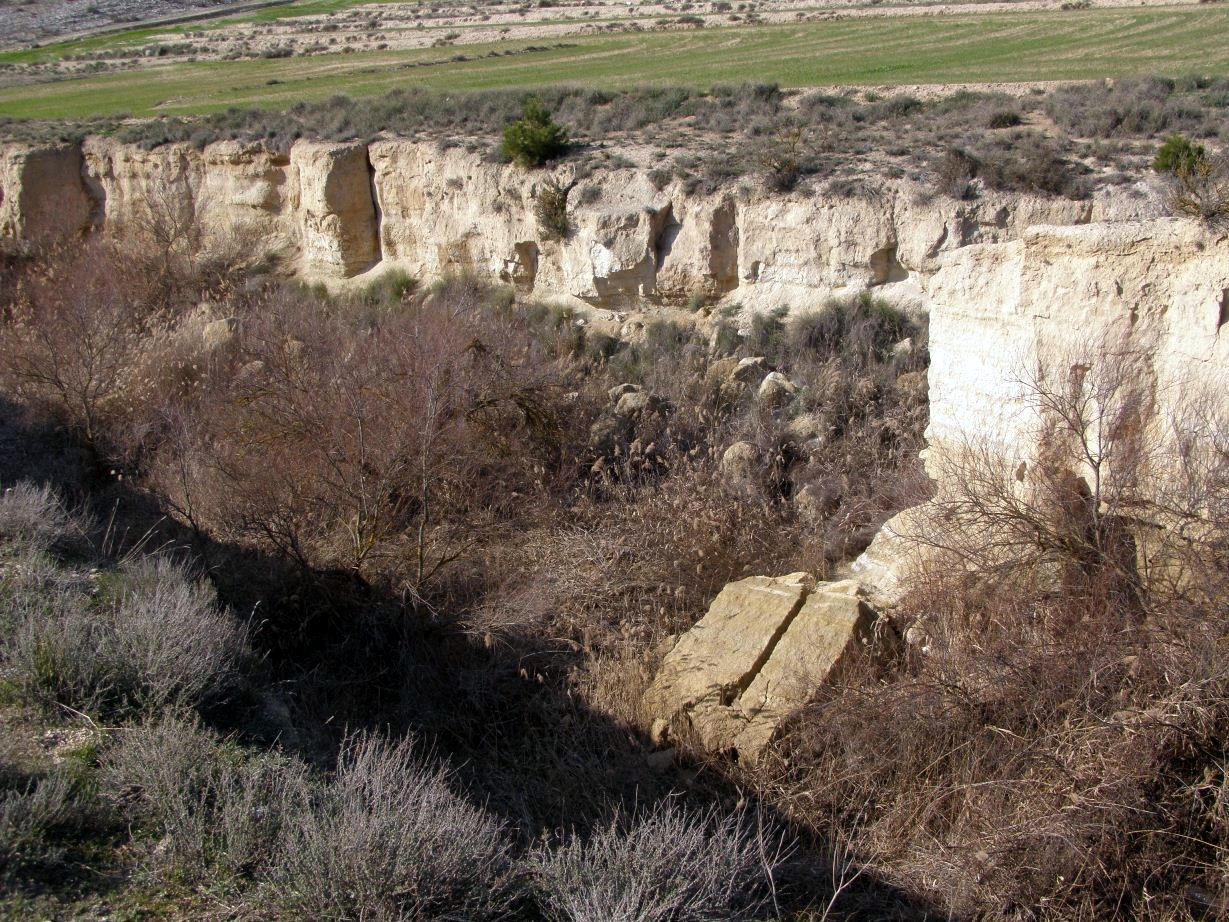
Barranco del Salado.

Barranco del Salado de Villamayor de Gállego es un accidente geográfico de tipo endorreico causado por la erosión de un torrente que se encuentra provincia de Zaragoza (Aragón, España), cerca de la localidad citada.

## Geología
Esta formación geológica es una vía de agua intermitente. Su formación se ha debido a las antiguas avenidas de agua en tiempos de lluvias torrenciales. Tiene una longitud de unos 5 kilómetros, en algunos tramos llega a una profundidad de 5 metros. El terreno circundante es arenoso, calcáreo, yesífero y con ciertas margas verdosas. 
En la zona central se encuentra un acuífero de bajo caudal pero permanente. 

## Flora y fauna
En ciertas zonas se encuentra vegetación típica de terrenos con aguas calcáreo yesosas, propias de manantiales de este tipo, tales como el tamariz (Tamarix gallica). 
Ciertos animales domésticos, tales como ovejas y cabras beben el agua del acuífero. En el entorno existen ciertas aves como los cuervos Corvus corax, las picarazas Pica pica y los milanos negros Milvus migrans y de otro tipo que sobreviven en los nidos que forman en las paredes del Barranco (geografía).

## Galería

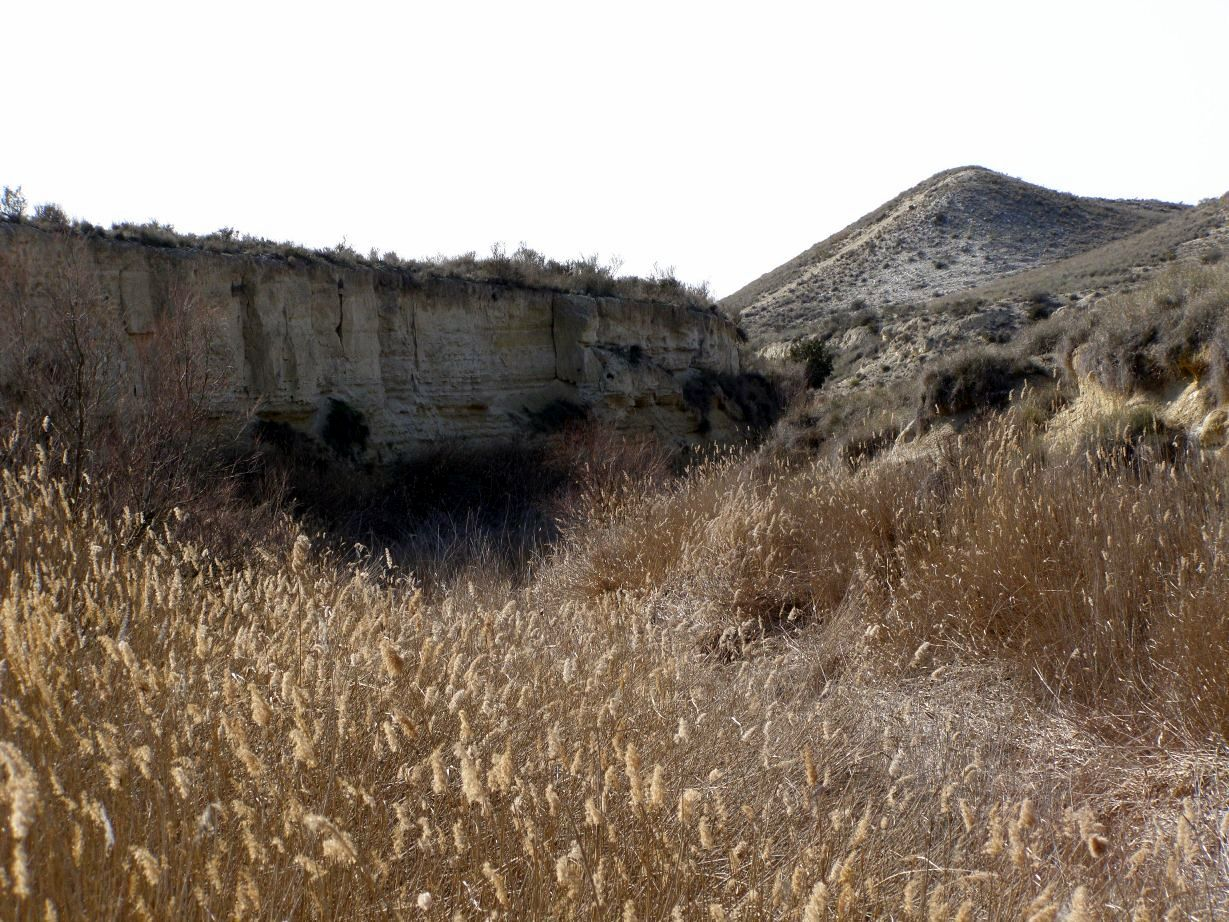
Barranco Salado desde el interior
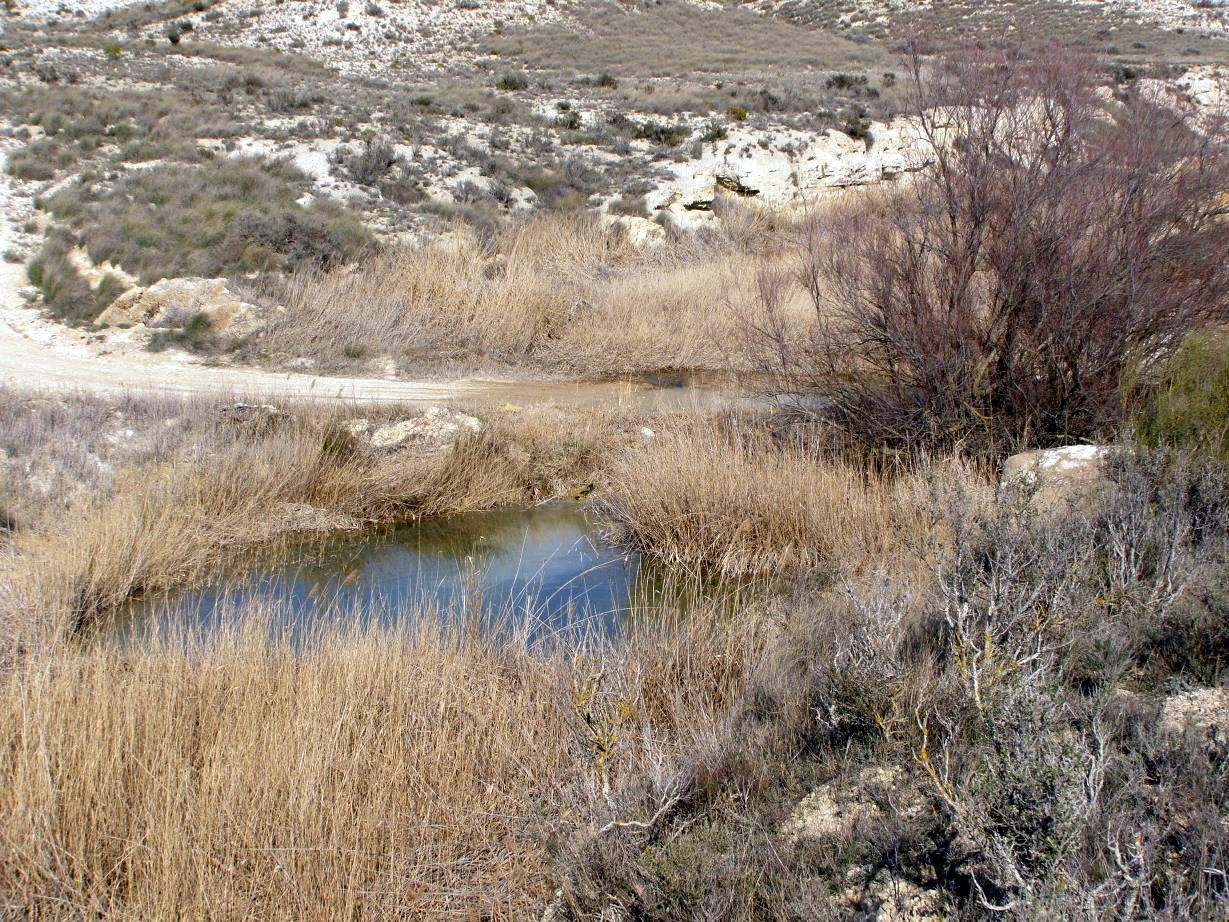
Acuífero
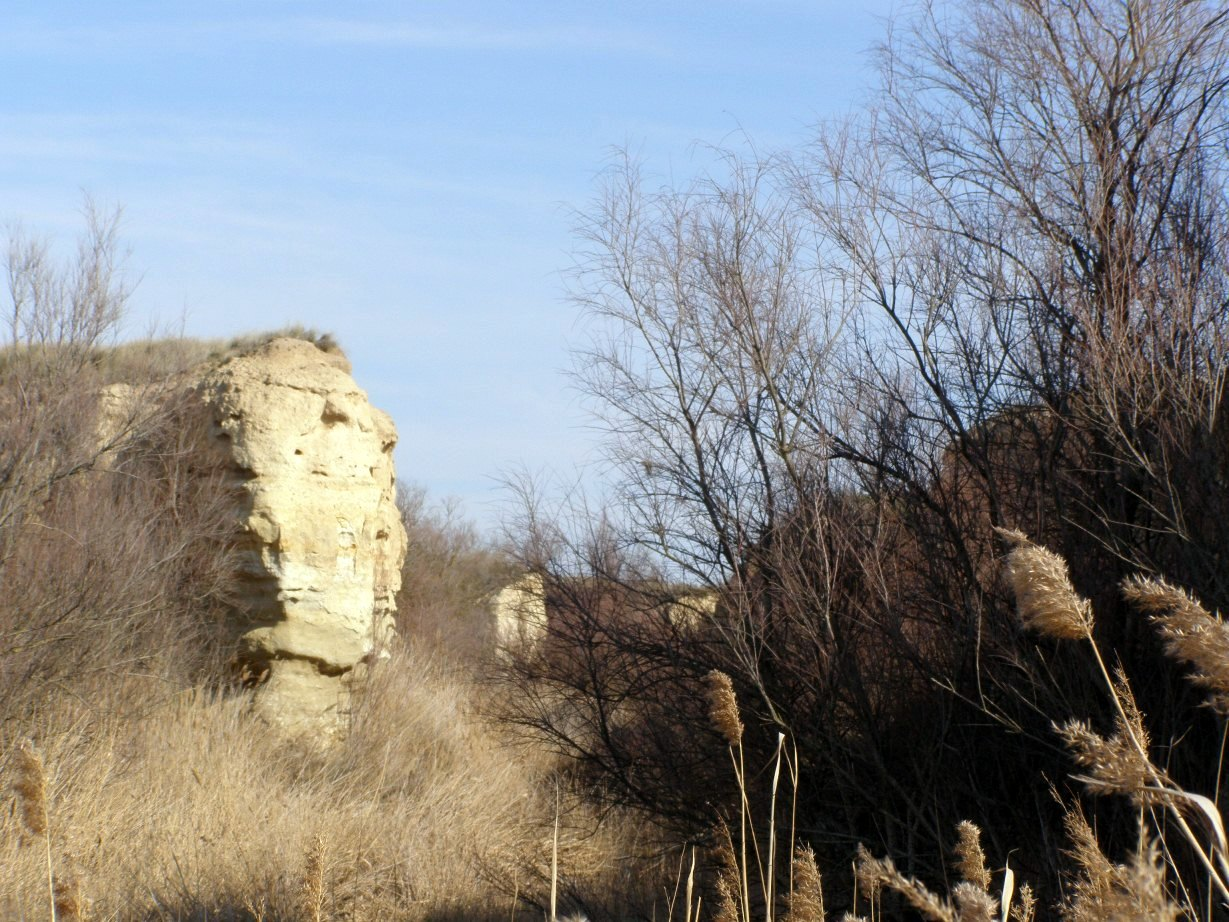
Tamariz y demás vegetación
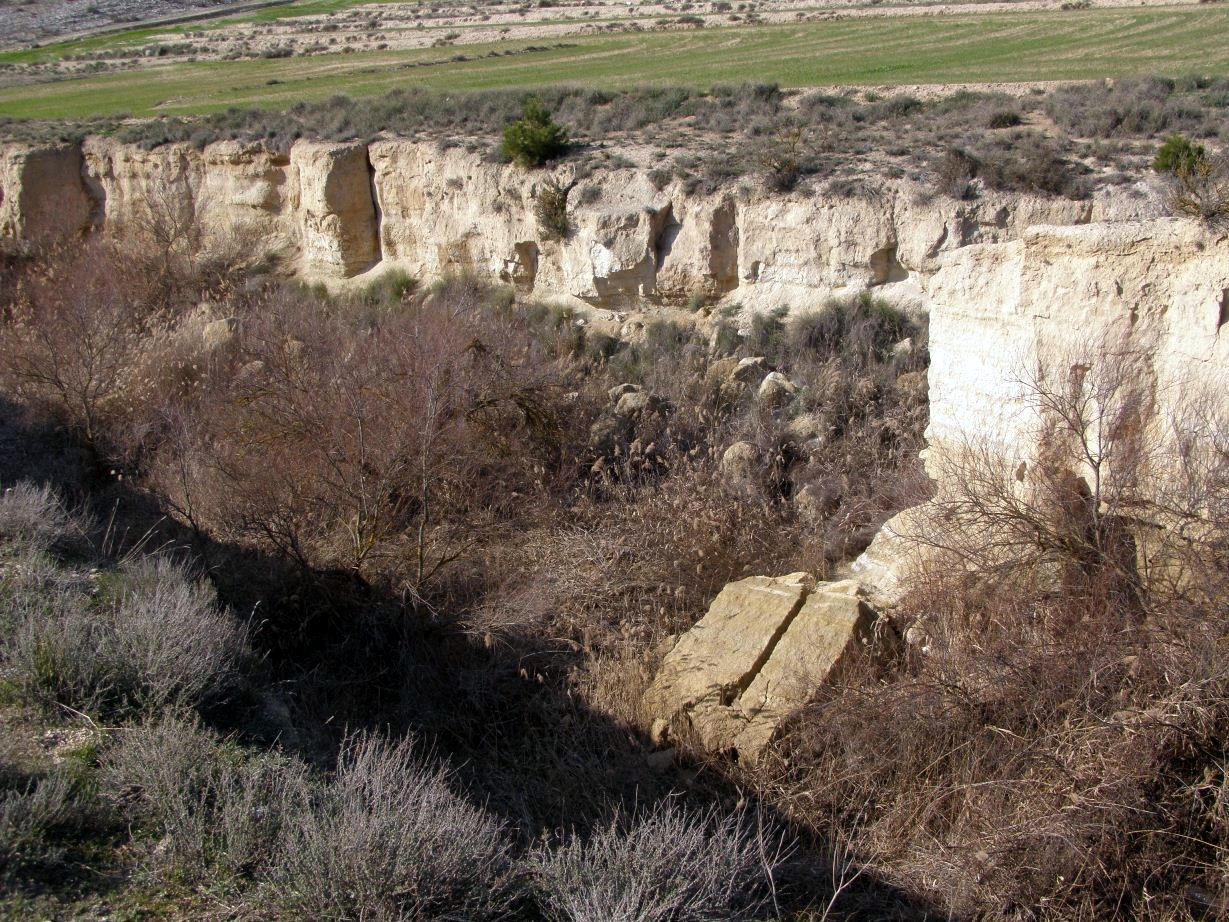
Vista general del barranco y entorno
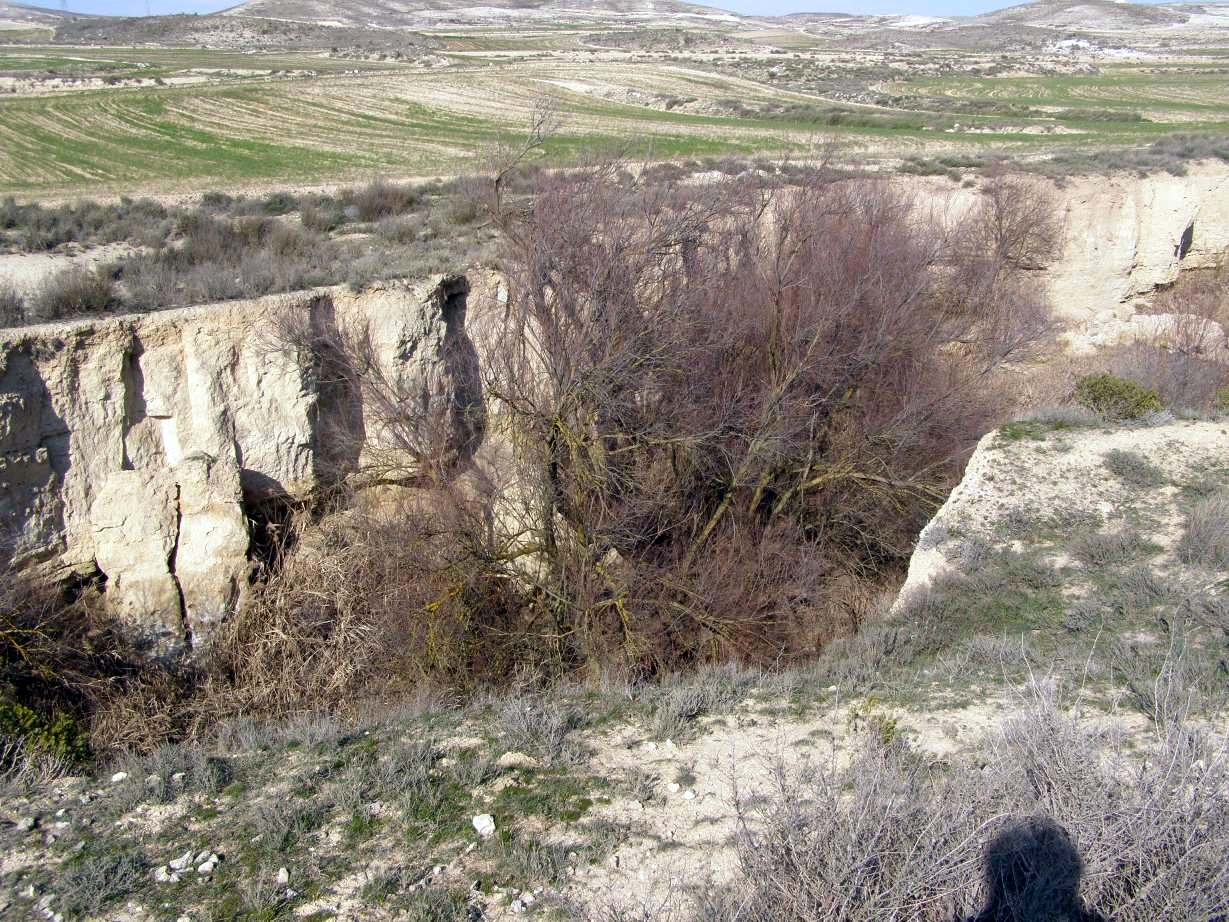
Vegetación en la parte inferior